# Sekta habrovanských
Sekta habrovanských (též sekta lulečských či Jednota habrovanská) byla sekta, kterou založil Jan Dubčanský ze Zdenína, který sídlil v Lulči. Teologický základ sektě dal Matěj Poustevník roku 1520. Její nauky byly kompilací různých protestantských tezí. Habrovanští uznávali jen dvojí svátost: křest a večeři Páně a to jako pouhá znamení. Zamítali všechny církevní obřady i církevní úřad, dovolávajíce se všeobecného kněžství. Zapovídali přísahy, vojenskou službu i světské úřady. Mravouku přejali od českých bratří, s nimiž se snažili spojit, avšak marně. V Lulči vytvořili tiskárnu. Když proti Janu Dubčanskému vystoupil král Ferdinand I. Habsburský, ten se své víry vzdal a sekta habrovanských roku 1546 zanikla. Část příslušníků se rozešla do jiných hnutí a do Jednoty bratrské.